# Kennedy Blades
Kennedy Alexis Blades (ur. 4 września 2003 w Chicago) – amerykańska zapaśniczka walcząca w stylu wolnym. Zawodniczka Sunkist Kids Wrestling Club. Olimpijka z Paryża 2024, gdzie zdobyła srebrny medal przegrywając w finale kategorii do 76 kg z reprezentantką Japonii Yūką Kagami.
Złota medalistka mistrzostw panamerykańskich w 2025. Złota medalistka mistrzostw panamerykańskich kadetów w 2018 roku. W 2019 roku zajęła siódme miejsce na mistrzostwach świata kadetów. W 2021 wygrała rywalizację w kategorii 72 kg na mistrzostwach świata juniorów w Rosji. W 2023 roku na imprezie tej samej rangi w kategorii 76 kg uzyskała brąz. W tym samym roku zdobyła srebrny medal mistrzostw świata U23. Brązowa medalistka Zagrzeb Open 2024.
Absolwentka Wyoming Seminary, studiuje na Arizona State University.